# Bulgaria en los Juegos Paralímpicos de Pyeongchang 2018
Bulgaria estuvo representada en los Juegos Paralímpicos de Pyeongchang 2018 por un deportista masculino. El equipo paralímpico búlgaro no obtuvo ninguna medalla en estos Juegos.